# シェヴン
シェヴン（古ノルド語: Sjöfn）は、北欧神話に登場するアース女神の一人。スノッリ・ストゥルルソンの『スノッリのエッダ』第一部『ギュルヴィたぶらかし』では次のように述べられている。
Sjaunda er Sjöfn, hon gætir mjök til at snúa hugum manna til ásta, kvenna ok karla, ok af hennar nafni er elskuginn kallaðr sjafni. 
アース女神の7番目がシェヴン。彼女は女性と男性の心に愛をもたらそうと努力する。そのため彼女の名をとって、恋人のことをsjafniと呼ぶ。
シェヴンの名前は『スノッリのエッダ』の中ではここ以外に触れられるところはなく、『古エッダ』の中には全く出てこない。一方ケニングとして、一般的な女神を表すのに使われる（例えば、Sjöfn seimsは「金の女神」すなわち「女性」を意味する）。シェヴンをフリッグやフレイヤと同一視する説もある。